# Anatolij Sliwko
Anatolij Jemieljanowicz Sliwko (ros Анатолий Емельянович Сливко, ur. 28 grudnia 1938 w Izberbaszu, zm. 16 września 1989 w Nowoczerkasku) – rosyjski seryjny morderca. W latach 1964–1985 zamordował w Niewinnomyssku siedmiu chłopców.
Sliwko pierwszej zbrodni dokonał 2 czerwca 1964. Zamordował wówczas 15-letniego chłopca w Niewinnomyssku, a jego ciało zakopał. Zimą 1975, pewien więzień powiedział milicji, że wie, gdzie są zakopane zwłoki zaginionego chłopca. Po przeszukaniu wskazanego terenu, stwierdzono, że były to informacje nieprawdziwe. 11 maja 1975 zaginął kolejny chłopiec – Andriej. Matka chłopca stwierdziła, iż ten mówił, że w pobliskim lesie jakiś człowiek kręci filmy video, a Andriejowi zaproponował udział w tym filmie. Przez prowadzone niedbale śledztwo nie odnaleziono zarówno Andrieja, jak i człowieka z lasu. Jak się później okazało, tym człowiekiem był Sliwko. Sliwko założył też klub, do którego zapraszał nastoletnich chłopców. Klub ten nazwał Czergid (ros. Чергид – skrót od „Через реки, горы и долины” – „Przez rzeki, góry i doliny”). Do kolejnych zaginięć chłopców w Niewinnomyssku doszło w 1980 i 1985 roku. W 1985 jeden z chłopców – członek klubu, powiedział rodzicom, że wychowawca znęca się nad nimi. Gdy te informacje dotarły do milicji, śledczy szybko skojarzyli, że kilku zaginionych w ostatnim czasie chłopców, było członkami klubu Czergid. Gdy Sliwko został zatrzymany do wyjaśnień, przyznał się do zamordowania siedmiu chłopców i podał lokalizację miejsc, gdzie zostali zakopani.
Anatolij Sliwko został oskarżony o siedem morderstw, gwałtów dokonanych na nieletnich oraz nekrofilię. Za wszystkie zbrodnie został skazany na karę śmierci. W 1989 roku, kiedy przebywał w celi śmierci, Sliwko starał się pomóc milicji w schwytaniu innego seryjnego mordercy – Andrieja Czikatiły, zwanego „Rzeźnikiem z Rostowa”. Kilka godzin po ostatnim wywiadzie z milicją w tej sprawie, Sliwko został stracony.

## Ofiary
| Lp. | Ofiara                 | Wiek | Data              |
| --- | ---------------------- | ---- | ----------------- |
| 1.  | Nikołaj Dobryszew      | 15   | 2 czerwca 1964    |
| 2.  | Aleksiej Kowalenko     | 15   | 17 maja 1965      |
| 3.  | Aleksandr Niesmiejanow | 15   | 14 listopada 1973 |
| 4.  | Andriej Pogosjan       | 11   | 11 maja 1975      |
| 5.  | Siergiej Fatsiew       | 13   | Czerwiec 1980     |
| 6.  | Wiaczesław Kowistyk    | 15   | Kwiecień 1982     |
| 7.  | Siergiej Pawłow        | 13   | 23 lipca 1985     |